# Empar Moliner

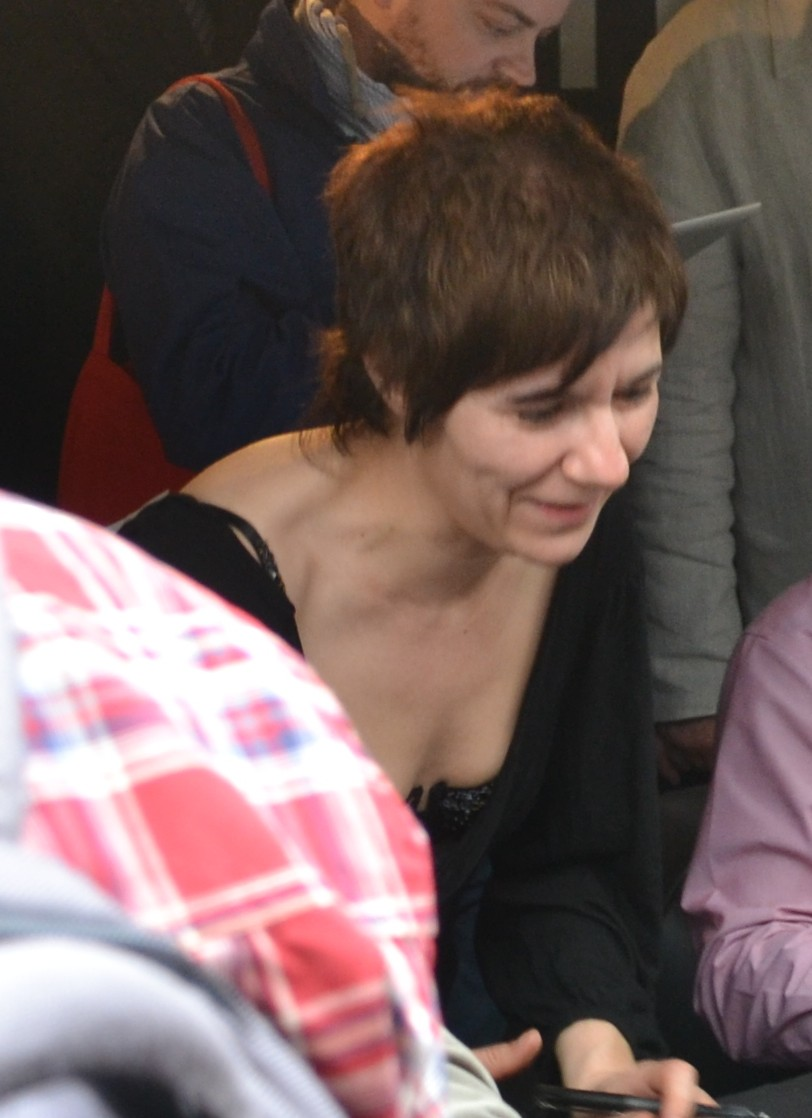
Empar Moliner (2012).

Empar Moliner (* 16. Dezember 1966 in Santa Eulàlia de Ronçana, Provinz Barcelona) ist eine spanische Schriftstellerin, die in katalanischer Sprache schreibt.

## Leben
Sie ist freie Mitarbeiterin bei Catalunya Ràdio, bei der Tageszeitung Ara und bei verschiedenen Fernsehprogrammen. Ihre Zeitungschroniken, geschrieben im gleichen bissigen Stil wie Erzählungen, wurden in zwei Sammelbänden herausgegeben. Der erste, Busco senyor per a amistat i el que sorgeixi (Suche Herrn zwecks Freundschaft und mehr, 2005), enthält vierzig Chroniken, die Geschichten erzählen wie über den Besuch beim Kartenleger, die Überlebenschancen der katalanischen Sprache, den Gang zu einem Kloster, wo südamerikanische Dienstmädchen vermietet werden, oder einen mittäglichen Besuch bei einer Essensausgabe für Arme. Der zweite Band mit dem Titel Desitja guardar els canvis? (Möchten Sie die Änderungen abspeichern?, 2006) enthält eine Auswahl der von Artikeln, die auf halbem Wege zwischen Chronik und Erzählung angesiedelt sind und in denen Empar Moliner, unbeeindruckt von den Widrigkeiten oder den Absurditäten des Alltags, beweist, dass Humor das beste Gegenmittel dagegen ist. Im Jahr 2000 wurde sie mit dem Josep-Pla-Preis für Feli, esthéticienne (Salon Feli) ausgezeichnet, einen Roman über die Leidenschaft. Ferner erhielt sie den Preis Lletra d’Or 2004 für T’estimo si he begut (Ich liebe dich, wenn ich betrunken bin), dreizehn komische und bittere Erzählungen über das moderne Leben, die – in einem lockeren Stil geschrieben – von der Kritik als „turbulent, fresch und phantasievoll“ bezeichnet wurden. 2012 veröffentlichte sie den Roman La collaboradora (Die Mitarbeiterin).